# Gebetomat

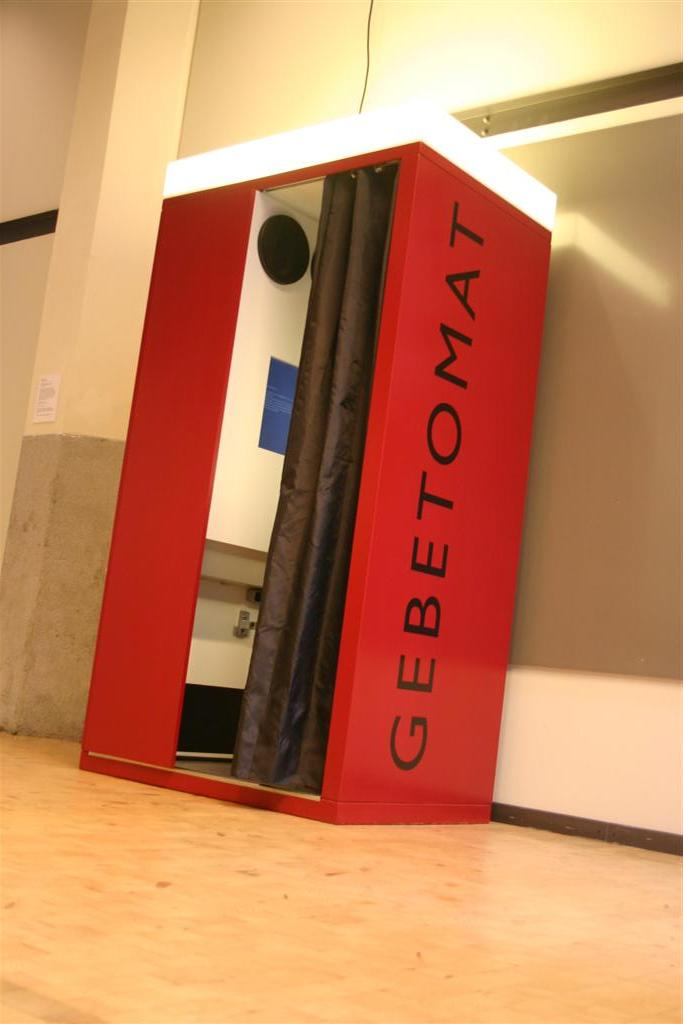
Der Gebetomat

Der Gebetomat ist eine kabinenförmige Medieninstallation des Künstlers Oliver Sturm aus dem Jahr 2008 zur Audiowiedergabe von Gebeten.

## Funktion
Der Automat bietet dem Nutzer Gelegenheit zur inneren Einkehr: durch das Anhören von Gebeten, als Rückzugsort zum eigenen Gebet oder durch Nutzung der Kabine als akustischen Raum. Im ständig erweiterten Audioarchiv befinden sich Gebete aus den fünf Weltreligionen – Buddhismus, Christentum, Hinduismus, Islam und Judentum – sowie zahlreichen kleineren Religionen und Glaubensrichtungen. Die derzeit ungefähr 300 Gebete in 65 Sprachen sind authentische Gebete gläubiger Menschen, gesammelt in Gottesdiensten, Andachtsräumen, Wohnungen und Orten aller Art. Die Gebete der Weltreligionen sind nach ihren Glaubensrichtungen gegliedert, die der anderen Religionen nach ihrem ethnischen bzw. geographischen Hintergrund.
Oliver Sturm: „Ich halte die – dem Denken Andy Warhols verwandte – Idee einer automatenhaft herstellbaren Erzeugung religiösen Gefühls für einen sehr zeitgenössischen Gedanken.“

## Produktion
Der Gebetomat wurde produziert in Zusammenarbeit mit „ausland und Sophiensæle Berlin“, den ARD Hörspieltagen, dem Karlsruher Zentrum für Kunst und Medientechnologie sowie dem Künstlerhaus Mousonturm.
Gedacht ist der Gebetomat für Bahnhöfe, U-Bahn-Stationen, leer stehende Kirchen, Gebetsräume in Universitäten, Flughäfen, Kaufhäuser, städtische Plätze, Autobahn-Rastplätze und andere Orte des öffentlichen Lebens. 2013 existierten vier Gebetomat-Kabinen; 2016 sind es aktuell sechs.

## Bisherige Aufstellungsorte (Auswahl)

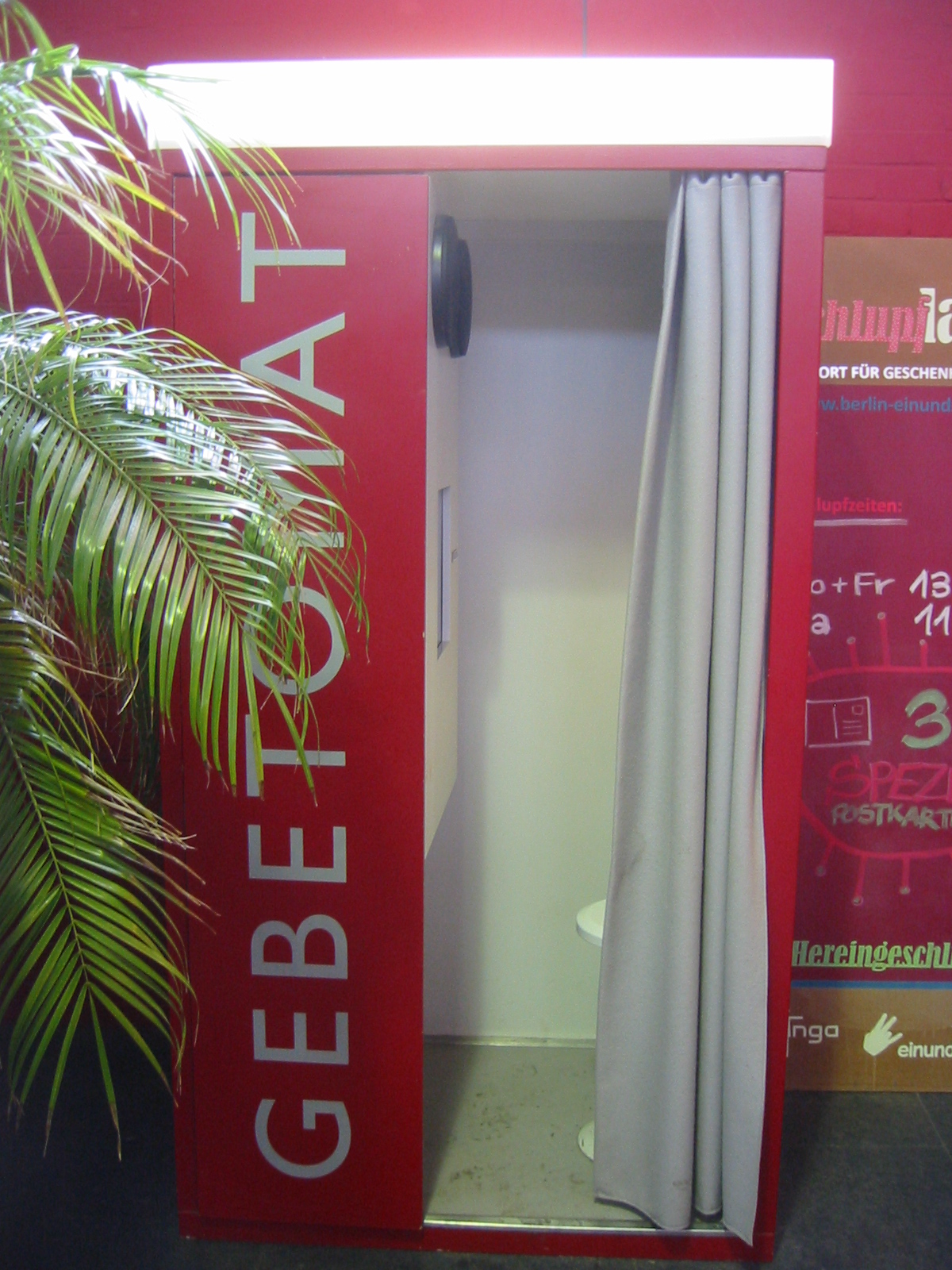
Gebetomat in der Moabiter Markthalle in Berlin-Moabit

- Sophiensaele, Berlin (für das Festival „Dein Wort in Gottes Ohr“)[1]
- Zentrum für Kunst und Medientechnologie, Karlsruhe
- Künstlerhaus Mousonturm, Frankfurt am Main
- OpenOhr Festival, Mainz
- Haus der Kulturen der Welt, Berlin
- Radialsystem V, Berlin
- Hessischer Rundfunk, Frankfurt am Main
- Museum Villa Rot, Burgrieden
- art Karlsruhe, Karlsruhe
- Kulturbrauerei, Berlin
- Südwestrundfunk, Baden-Baden
- Moabiter Markthalle, Berlin[2]
- Philipps-Universität Marburg, Fachbereich Ev. Theologie[3]
- Katholische Hochschule Nordrhein-Westfalen Köln
- Edeka Einkaufszentrum Baur, Konstanz
- Thomas-Esser-Berufskolleg, Euskirchen
- Mariengymnasium Arnsberg
- Flughafen Stuttgart, Terminal 3 Luftseite